# Саят (Узбекистан)
Саят (узб. Sayyod / Сайёд) — посёлок городского типа, расположенный на территории Каракульского района Бухарской области Республики Узбекистан.
Статус посёлка городского типа с 2009 года.